# Weißtannenhöhe
Die Weißtannenhöhe ist ein 1190,6 m ü. NHN hoher Berg im Schwarzwald. Er ist der zweithöchste Gipfel des Mittleren Schwarzwalds und der höchste Punkt der Gemeinde Breitnau.

## Geographie
Die Weißtannenhöhe liegt auf den Gebieten der Gemeinde Breitnau und der Stadt Titisee-Neustadt im Landkreis Breisgau-Hochschwarzwald in Baden-Württemberg. Sie erhebt sich etwa 3 Kilometer östlich der Breitnauer Kirche, 4 Kilometer nordnordöstlich von Hinterzarten und 5 Kilometer nordnordwestlich vom Titisee. 
Der zweigipfelige Berg (1190,6 m und 1187,4 m ü. NHN 500 Meter weiter östlich) ist Teil der nördlichen Bergumrahmung des Breitnauer Hochtals so wie weiter westlich Roßberg (1125 m) und Hohwart (1120 m). Die Gipfelregion ist von Nadelholzbeständen bedeckt, weshalb sich Aussichtspunkte hier auf temporäre Lichtungen beschränken. An den Waldrändern unterhalb des Gipfels gibt es jedoch mehrere Aussichtspunkte auf die Umgebung, das Feldberggebiet, die Oberrheinische Tiefebene und die Vogesen.
Die Westhänge der Weißtannenhöhe entwässern in das Hochtal des Ödenbachs, des Hauptquellbaches der Ravenna, die durch die bekannte Ravennaschlucht in das Höllental und damit zum Rotbach hinabstürzt. Die Ostseite entwässert über drei parallele Täler zum Josbach, dem Hauptquellbach der Ordnach. Am Südhang entspringt das in die Gutach mündende Altenwegbächle.

## Geschichtliches
Im Jahr 1928 wurden zwei Cousinen aus Mannheim, Luise (25) und Ida Gersbach (35), bei einem Wanderurlaub im Schwarzwald als vermisst gemeldet. Ihre Leichen wurden in einem Gebüsch auf der Weißtannenhöhe gefunden und wiesen Anzeichen eines sexuellen Übergriffs auf. Man hatte ihnen in den Kopf geschossen und mit einem Messer die Kehle durchgeschnitten. Trotz der Hilfe aus der Bevölkerung und sogar von Medien gelang es der Freiburger Polizei nicht, den Doppelmord aufzuklären.

## Zugang
Die Weißtannenhöhe ist durch Wanderwege und Fernwanderwege gut erschlossen. Der Westweg und der Europäische Fernwanderweg E1 führen über den Gipfel. Über sie kann man den Anstieg beginnen am 2 km entfernten Parkplatz an der Schwarzwaldhochstraße bei der Ramshalde oder am 6 Kilometer entfernten Titisee. Von den nahe gelegenen Weilern Tiefen, Winterhalden, Eckbach, Siedelbach und Fürsatzhöhe führen weitere Wege auf oder über den Berg.